# Nobodyknows+
nobodyknows+ – japońska grupa popowa, powstała w 1999 w Nagoi. Ich muzyka jest połączeniem funku, jazzu, popu, dance oraz przede wszystkim hip-hopu (za sprawą rapujących wokalistów). Ich singel pt. „Hero’s Come Back” został wykorzystany jako opening do anime Naruto: Shippūden. Zespół na początku składał się z Crystal Boya, G-tona i DJ-a Mitsu. Poznali się oni w klubie będącym własnością tego ostatniego. Przy drugiej płycie do nobodyknows+ dołączyli Hidden Fish, Yasu Ichiban oraz Nori da Funky Shibire-sasu. Ich muzyka wyróżnia się optymistycznymi tekstami i pogodnym podkładem muzycznym. Szczególnie charakterystycznym członkiem zespołu jest Nori da Funky Shibire-sasu ze względu na swój ochrypły głos. 11 lutego 2009 zespół wydał singiel z udziałem Shigeru Browna pt. Fallin’. 1 kwietnia 2007 roku ze składu zespołu odszedł na stałe G-ton (najprawdopodobniej pożegnał się z grupą przez kłótnie związaną ze sporem muzycznym), obecnie przeprowadził się do Nowego Jorku i tam mieszka do po dziś dzień. G-ton gościnnie użyczył swego głosu do Intra na singlu Villain’s Pain (Hero’s Come Back!! ~Other Side~).

## Skład grupy

### Obecny skład zespołu
- HIDDEN FISH – Hiroki Sakanashi (jap. 坂梨ひろき Sakanashi Hiroki) ur. 21.7.1979
- crystal boy – Masamichi Katou (jap. 加藤正道 Katou Masamichi) ur. 29.11.1978
- Yasu Ichiban? (jap. ヤス一番?) – Yasuyuki Suzuki (jap. 鈴木やすゆき Suzuki Yasuyuki) ur. 4.7.1977
- Nori da Funky Shibire-sasu (jap.ノリ・ダ・ファンキーシビレサス) – Tetsu Takahashi (jap. 高橋　哲 Takahashi Tetsu) ur. 20.8.1980
- DJ MITSU – Mitsuhiro Yamamoto (jap. 山本充洋 Yamamoto Mitsuhiro) ur. 12.3.1972

### Byli członkowie zespołu
- g-ton (odszedł z grupy 1 kwietnia 2007) – Kazukou Gotou (jap. 後藤和幸 Gotou Kazukou) ur. 22.1.1975

## Dyskografia

### Albumy
- Do You Know?
- 5MC & 1DJ
- Vulgarhythm

### Kompilacje
- Best of nobodyknows+

### Single
1. Irai Zecchou (2003.8.27)
  1. intro
  2. Irai Zecchou
  3. Taiyou to Shounen featuring Dankan
  4. Theme from nobody knows pt.5～yoromeki～
2. Poron² (2004.2.25)
  1. Poron²
  2. Sakura Spring Field version
  3. Poron² -instrumental-
  4. Sakura Spring Field version-instrumental-
3. Kokoro Odoru (2004.5.26)
  1. Kokoro Odoru
  2. Theme from nobodyknows+ pt.7
  3. Ore la riyuu～dreamin’ day～
  4. Kokoro Odoru-instrumental version-
4. Shiawase Nara Te Wo Tatakou/T.R.U.E. (2005.1.13)
  1. Shiawase Nara Te Wo Tatakou
  2. Theme from nobodyknows+ pt.8
  3. T.R.U.E.
5. Mebae (2005.4.27)
  1. Theme from nobodyknows+ pt.10
  2. Mebae
  3. Magunamu Ima Ike☆San
  4. Mebae -instrumental-
6. El・Mirador〜Tenboudai no Uta〜 (2005.7.6)
  1. El・Mirador〜Tenboudai no Uta〜
  2. Theme from nobodyknows+ pt.11
  3. @ the same time
  4. El・Mirador〜Tenboudai no Uta〜 -instrumental-
7. Douyo? (2005.10.19)
  1. Douyo?
  2. Theme from nobodyknows+ pt.12(Sweet Soul Music Breaks)
  3. Natsu no Kakera
  4. Douyo? -instrumental-
8. Hero's Come Back!! (2007.4.25)
  1. Hero’s Come Back!!
  2. Ca Latte
  3. Oh Happy Days
  4. Hero’s Come Back!! -instrumental-
9. Under Rain feat.PURIMERA (2008.4.9)
  1. Under Rain feat.PURIMERA
  2. Kininaruki
  3. Sukidaze、Mary。-spring version-
  4. Under Rain feat.PURIMERA -instrumental-
10. Villain’s Pain (Hero’s Come Back!!～Other Side～)/Imaike Samba (2008.7.30)
  1. Intro
  2. Villain’s Pain (Hero’s Come Back!!～Other Side～)
  3. interlude
  4. Imaike Samba
  5. Villain’s Pain (Hero’s Come Back!!～Other Side～) -instrumental-
  6. Imaike Samba -instrumental-
11. Fallin’ feat. Shigeru BROWN (2009.2.11)
  1. Fallin’ feat. Shigeru BROWN
  2. Fallin’ Live at Imaike Open House in 1988) / Shigeru BROWN＆The Spice Stars
  3. Fallin’ feat. Shigeru BROWN -instrumental-
12. Winds of Wins (2010.6.24)
  1. Winds of Wins
  2. 1-9(theme from No.41)
  3. Winds of Wins［Inst］
  4. 1-9(theme from No.41)［Inst］